# リミックス (電子部品メーカー)
株式会社リミックス （英文社名: Limix Co., Ltd.）は、秋田県にかほ市に本社を置き、PTCヒーター、素材からアセンブリまでの一貫生産・販売事業をしている企業である。

## 沿革
- 2002年（平成14年）
  - 7月 - 株式会社リミックス設立。
  - 9月 - 秋田県横手市に秋田工場を創業。
  - 11月 - 秋田工場で「ハンドドライヤー用ヒータ」の生産を開始。
- 2003年（平成15年）
  - 1月 - 秋田工場にて「自動車用補助暖房用ヒータ」の生産を開始。
  - 5月 - 秋田工場にて「洗濯用ヒータ」の生産を開始。
  - 6月 - 秋田工場にて「素子」の生産を開始。
- 2004年（平成16年）
  - 3月 - 秋田県にかほ市金浦町に本社工場を設置。
  - 11月 - ISO9001審査登録。
- 2005年（平成17年）-「自動車用補助暖房用ヒータ」の生産を本社工場に移管。
- 2006年（平成18年）11月 - 本社工場にて三菱重工業向け車載ヒータの生産を開始。
- 2009年（平成21年）6月 - 本社工場にて「電気自動車用温水ヒータ」の生産を開始。
- 2010年（平成22年）7月 - 秋田県由利本荘市に本荘工場を設置し、生産開始。自動車用補助暖房用ヒータおよび車載ヒータ、電気自動車用温水ヒータの生産を本荘工場に移管。
- 2011年（平成23年）2月 - 本荘工場にて「防水絶縁型PTCヒータ」の生産を開始。
- 2015年（平成27年）11月 - 本荘工場にて「高効率防水絶縁型PTCヒータ」の生産を開始。
- 2020年（令和2年）9月 -「家電ヒータ」の生産を本荘工場に統合。秋田工場を閉鎖。